# Diadegma transversale
Diadegma transversale är en stekelart som först beskrevs av Szepligeti 1916.  Diadegma transversale ingår i släktet Diadegma och familjen brokparasitsteklar. Inga underarter finns listade i Catalogue of Life.